# Tenagomysis producta
Tenagomysis producta is een aasgarnalensoort uit de familie van de Mysidae. De wetenschappelijke naam van de soort is voor het eerst geldig gepubliceerd in 1923 door W. Tattersall.